# Tarbagataigebirge
Das Tarbagataigebirge oder Tarbagatai (mongolisch Тарбагатай; chinesisch 塔尔巴哈台山, Pinyin Tǎ'ěrbāhātái Shān; kasachisch Тарбағатай, Tarbaghatai) ist ein in Ost-West-Richtung verlaufender Gebirgszug in Zentralasien, der zwischen dem Alakölsee im Süden und dem Saissansee im Norden verläuft.
Das Tarbagataigebirge liegt in an der Grenze des Gebietes Abai in Kasachstan zu Xinjiang in China. Auf Mongolisch bedeutet es „Land der Murmeltiere“. In Tacheng (frühere Bezeichnung: Tarbagatai) wird es „Nördliches Gebirge“ (chin. Bei Shan 北山) genannt. Das Gebirge ist ca. 300 km lang und 50 km breit, sein höchster Punkt ist der Berg Tastau mit 2992 m. Das Saurgebirge bildet eine östliche Fortsetzung des Tarbagataigebirges.